# Byron, ballade pour un démon
Pour plus de détails, voir Fiche technique et Distribution.
Byron, ballade pour un démon (Μπάυρον: Μπαλλάντα για ένα δαίμονα, Byron: Ballada yia éna daimona) est un film grec réalisé par Níkos Koúndouros et sorti en 1992.
Présenté au festival international du film de Thessalonique 1992, il y remporte les prix de meilleur film, meilleur acteur, meilleure actrice dans un second rôle, meilleur son, meilleure photographie, meilleur montage, meilleurs décors et le prix de l'Union des techniciens du cinéma et de la télévision grecs.

## Synopsis
En janvier 1824, pendant la guerre d'indépendance grecque, Lord Byron est accueilli en héros à Missolonghi. Il fuit sa patrie, chassé par la morale. Il croit venir mourir en héros d'Homère en Grèce. Il y devient le chef d'une bande de paysans et d'aventuriers au cœur d'un marécage de boue et de moustiques. Il les entraîne en vue d'une bataille qui ne vient jamais. Délirant de fièvre, il rêve être poursuivi par les fantômes de son passé et il descend en enfer, réalisant la prédiction qu'une vieille femme lui avait faite à Aberdeen : il meurt à 37 ans.

## Fiche technique
- Titre : Byron, ballade pour un démon
- Titre original : Μπάυρον: Μπαλλάντα για ένα δαίμονα (Byron: Ballada yia éna daimona)
- Réalisation : Níkos Koúndouros
- Scénario : Níkos Koúndouros et Photis Konstantinidis
- Société de production : Centre du cinéma grec et Mosfilm (Moscou)
- Directeur de la photographie : Nikos Kavoukidis
- Montage : Takis Yannopoulos
- Direction artistique : Konstantin Forestenko
- Costumes : Dionyssis Fotopoulos
- Musique : Yannis Markopoulos
- Pays d'origine : Grèce
- Genre : drame historique
- Durée : 138 minutes
- Date de sortie : 1992

## Distribution
- Manos Vakousis
- Vera Sotnikova
- Vassilis Lagos
- Igor Yiasoulovits
- Akis Sakellariou
- Farhad Mahmoudov